# Dommartin-sous-Hans
Dommartin-sous-Hans är en kommun i departementet Marne i regionen Grand Est (tidigare regionen Champagne-Ardenne) i nordöstra Frankrike. Kommunen ligger i kantonen Sainte-Menehould som tillhör arrondissementet Sainte-Menehould. År 2022 hade Dommartin-sous-Hans 45 invånare.

## Befolkningsutveckling
Antalet invånare i kommunen Dommartin-sous-Hans
| Referens: INSEE |